# Karpos (Kumanovo)
Karpos (macedónul: Карпош, szerbül Карпош) település Észak-Macedóniában, az Északkeleti körzetben, Kumanovo községben.

## Népesség
| Lakosok száma | 2479 | 4429 | 4540 | 5433 |
|               | 1981 | 1991 | 1994 | 2002 |

- 1994-ben 4540 lakosa volt, akik közül 4080 macedón (89,9%), 454 szerb (10%) és 6 egyéb.
- 2002-ben 5433 lakosa volt, akik közül 4907 macedón (90,3%), 503 szerb (9,3%) és 22 egyéb.